# Корисні копалини Албанії
Корисні копалини Албанії. Найважливіші корисні копалини – нікелеві та кобальтові залізні руди, хромові і мідні руди, буре вугілля. 

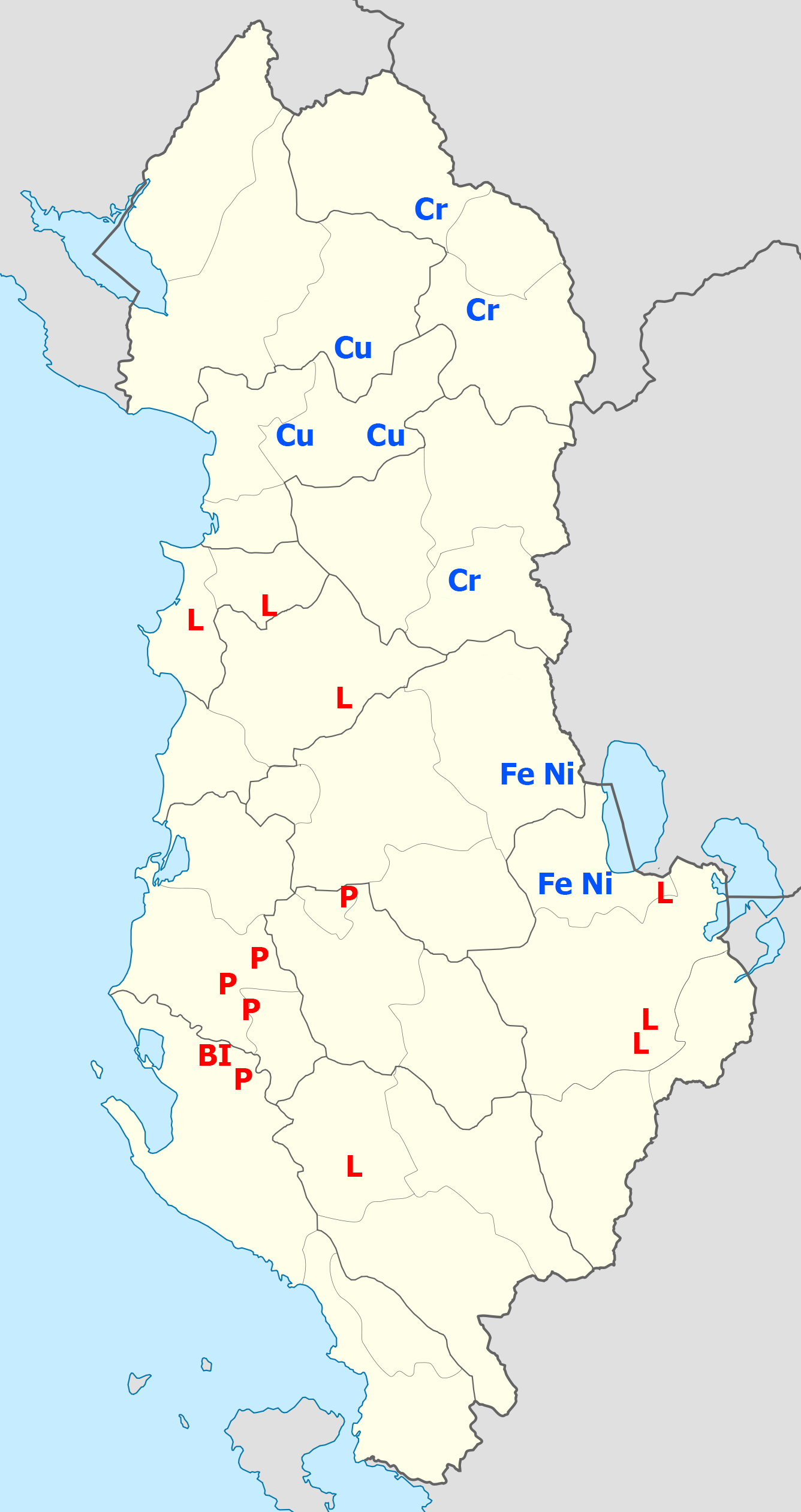
Корисні копалини Албанії

## Корисні копалини Албанії станом на 1998-99 рр.
| Корисні копалини               | Запаси       | Запаси   | Вміст корисного компоненту в рудах, % | Частка у світі, % |
| Корисні копалини               | Підтверджені | Загальні | Вміст корисного компоненту в рудах, % | Частка у світі, % |
| Боксити, млн т                 | 12           | 15       | 40 (Al2O3)                            |                   |
| Залізні руди, млн т            | 80           | 270      | 45                                    |                   |
| Золото, т                      |              | 10       | 2,5 г/т                               |                   |
| Кобальт, тис. т                |              | 23       | 0,06                                  |                   |
| Мідь, тис. т                   | 725          | 1000     |                                       | 0,1               |
| Нікель, тис. т                 | 1000         | 3000     | 1,4                                   | 2                 |
| Нафта, млн т                   | 18,1         |          |                                       |                   |
| Природний горючий газ, млрд м³ | 1,6          |          |                                       |                   |
| Вугілля, млн т                 | 27           | 36       |                                       |                   |
| Хромові руди, млн т            | 8,6          |          | 32,17 (Cr2O3)                         | 0,2               |

## Нафта
Родовища нафти невеликі і належать до неогенової моласової депресії в Приадріатичній западині. Поклади розкриті в тортонських і сарматських відкладеннях на глибині від 250 до 1700 м. Всі поклади літологічно екрановані і належать до зон виклинювання середньоміоценових відкладів. Як правило, родовища містять декілька нафтоносних горизонтів (продуктивна товща до 300 м). Нафти в основному важкі (густина 935-1018 кг/м³), смолисті, з домішками сірки, вміст якої іноді перевищує 6% (Патосі). 

## Природний газ
Родовища природного газу також невеликі. Найзначніші з них – Дів’яка і Бубуліма – належать до пісків, піщаних мергелів і флішу середнього міоцену, а також до еоценових вапняків. 

## Природні бітуми
Родовища природних  бітумів – Селеніца, розташоване східніше за Вльори, належить до нижньоміоценових та плейстоценових відкладів. Основні горизонти що містять бітум – алевритовий товщиною 2-3 м з тонкими лінзами пісковиків (плізанський ярус) і горизонт в астійському ярусі товщиною 7-38 м – складені карбонатними алевритами, перехідними в глини і дрібнозернисті пісковики. Загальні запаси родов. близько 2 млн т. 

## Вугілля
Албанія має у своєму розпорядженні невеликі запаси викопного вугілля, головним чином бурого. Більшість вугільних родовищ пов'язана з міоценовими моласами, деякі – з відкладеннями западин внутрішньої зон Дінарид. Виділяються три основних вугленосних райони: Центральний, або Тіранський (родов. Крраба, Пріска, Мзьоз-Дом, Гаюші та ін.), Південний (Мемаліай) і Південно-Східний (Мбор'я, Дренова, Алярупі-Мокра). Вугілля перехідне від бурого до кам'яного з зольністю 7,6-18%, виходом летючих до 52%, низькою теплотою згорання – 14,7-33,6 МДж/кг; схильне до самозаймання.

## Залізо, нікель, кобальт
Найважливіші родовища залізо-нікель-кобальтових руд належать до масивів ультраосновних порід – Кукес, Лібраджі, Поградец та ін. в зоні Мірдіта, а також в районі Корчі. У районі масиву Кукес відомі родовища: Трульє-Мамезі, Гінай-Домай, Вранішті-Крума та ін. У пластоподібних покладах кори вивітрювання виділяється нижня безрудна частина товщиною 10-30 м, вище – зона збагачених кремнієм (окремнених) і ґарнієритом порід товщиною від 1-5 до 10-12 м із вмістом Ni 0,6-2,6% (в сер. 1,3%); над зоною збагачених кремнієм порід залягають нікельвмісні лімоніти потужністю 2-3 м, що містять 0,8-1,2% Ni, 35-50% Fe, 0,04% Со і 1-2,5% Cr. У районі Лібраджі-Поградец знаходяться родовища Мемелішті, Червенак, Худенішті, Радекінь, Котел (Поградецька група), Пішкаші-Скраска, Бистриця та ін., – це залягання нікелевого лімоніту потужністю до 20 м, які простежені більше ніж на 20 км. Руди цих родовищ містять нікелю 1-1,2%, заліза 50-55%, кобальту близько 0,06%, триокису хрому 3-4%, приблизно по 5% глинозему і кремнезему. У районі Корчі розвідане родовище Бітінска, геологічна будова якого схожа з родов. масиву Кукес. Тут в горизонті окремнених руд встановлений вміст: нікелю – 1,1-1,7%, заліза – 12-17%, кобальту – 0,02-0,04%, триокису хрому – 1-1,5%, кремнезему – 33-38%, оксиду магнію – 20-23%. Над збагачених кремнієм рудами залягає горизонт нікельвмісних лімонітів товщиною 2-4 м, за вмістом корисних компонентів аналогічний району Кукес.

## Хром
Родовища високоякісного хроміту зустрічаються в різних частинах країни. Запаси хромових руд (офіолітів), що є основною стратегічною сировиною країни, складають близько 37,3 млн т, з яких 29,2 млн т містять 18-28 % Cr2О3; 2 млн т – 38-42 % Cr2О3 і 6,1 млн т — 4,2 % Cr2О3. Численні родов. хромових руд належать до ультрабазитових масивів зони Мірдіта, розподіляючись в Західному і Східному офіолітових поясах. Найзначніші з них належать до пізньо-немагматичного типу; рідше зустрічаються сеґреґаційні поклади невеликі за розмірами. Запаси руд в покладах від сотень тон до 5-7 млн т (Булькіза), контакти з вмісними породами звичайно чіткі. Найбільше промислове значення мають родовища: Булькіза, Камі, Ріген, Влахна, Калімаші, Суррой, Лягу-Джат, Лягу-Фелл, Секна, Мемелішті, Райца та ін. 

## Метали платинової групи (МПГ)
Прогнозні ресурси МГП Албанії незначні і складають до 300 т (~0,6% світових). Виявлені в масиві Булькіза. Тут відмічаються три типи ЕПГ-мінералізації: 1) Ru + Os + Ir в мантійних хромітитах із вмістом Pt 100-400, Pd < 3, (Ru + Os + Ir) від 150 до 320 мг/т; 2) Pt + Ru = Os + Ir в хромітитах верхньої частини мантійного розрізу із вмістом Pt 100-490, Pd 33-330, (Ru + Os + Ir) від 450 до 1220 мг/т (аналог збагачених платиною хромітів Квебека); 3) Pd-тип в дунітах, пов'язаний з сульфідами із вмістом Pt 550-2800, Pd 1600-5900 і (Ru + Os + Ir) від 45 до 110 мг/т (за трендами ЕПГ близький стратифікованих комплексів Бушвельда і Стіллуотера). Представлені типи мінералізації різні за формами знаходження ЕПГ. У перших двох ЕПГ присутні в основному у вигляді мінералів платинової групи (МПГ). У першому типі основні МПГ (%): лаурит (75), іридосмін (15), ерлікманіт (5), рутеній (5). МПГ у другому типі включає також ірарсит і мінерали платини: брегіт, платарсит, спериліт. МПГ звичайно утворюють найдрібніші включення в зернах хроміту. У понад 40 рідкісних мінералів, присутні також сульфіди Ru, Ir і Ni, Cu і Fe. 
На родовищі Краста МПГ пов'язані, головним чином, з пентландитом, для якого відмічаються наступні вмісти (мас. %): Ir - до 0,35 і Pt - до 0,28, Pd - 0,15 і Rh - 0,15. У мілериті з Красти також встановлені іридій і платина: 0,37 і 0,25 мас. % відповідно.

## Мідь
Родовища мідних руд розташовані в основному в північній Албанії, в округах Пука і Кукес. Родов. мідних руд приурочені переважно до вулканогенно-осадових порід нижнього і середнього тріасу та вивержених лужних і кислих інтрузивних порід нижнього структурного ярусу зони Мірдіта. Запаси мідно-сульфідних руд розташовані в меридіональному рудному поясі центральної Мірдіти, де відомий цілий ряд родовищ із запасами руди, що перевищують 3 млн т при вмісті міді від 2 до 2,5%. Найбільше в Албанії родовище цього типу – Мунелла, в сульфідних рудах якого нарівні з цинком і міддю містяться також золото, бісмут, ґалій, ґерманій, індій, олово, вольфрам і молібден. Родовище має три типи руд: багаті масивні руди на контакті андезитів і ріодацитів; штокверкові руди серед ріодацитів; вкраплені руди в андезитах. Халькопірит-порфіритові родов. (Рубіку та ін.) представлені узгоджено залеглими пластоподібними покладами у вулканогенно-осадових породах нижньо- і средньотріасової доби. Рудні мінерали переважно пірит і халькопірит, а також борніт, сфалерит, гематит, магнетит та ін. Вміст Cu – 2,5-4%. Субвулканічні мідно-піритові родов. (Спачі, Барі та ін.) являють собою потужні протяжні зони вкрапленого оруднення в ефузивах діабаз-спіліт-кератофірового типу, нижньо- і середньотріасового віку. Осн. рудний мінерал – пірит при підлеглому значенні халькопіриту і сфалериту. Вміст Cu в рудах – 1,8-2,1%. Розміри рудних покладів значні. Руди переважно мідно-колчеданові і мідно-піритові, включають золото (2-3 г/т руди). У багатих мідно-цинкових рудах золото утворює дрібні включення в сульфідах. Сфалерит цих руд характеризується високим вмістом індію (до 0,4 мас. %) і ґалію.

## Боксити
Невеликі поклади високоякісних бокситів виявлені в Албанських Альпах і зоні Круя. У Північно-Албанських Альпах в районі Вальбони боксити залягають в тріасових відкладеннях між вапняками ладінського і мергелистими вапняками карнійського ярусів. У зоні Круя боксити утворюють лінзи товщиною декілька м. Боксити переважно червоні, рідше – білі з оолітовою текстурою. 

## Інші корисні копалини
У багатьох районах Албанії відомі алювіальні розсипи з підвищеним вмістом циркону, рідкіснокоземельних мінералів, рутилу, ільменіту. 
Крім того виявлені невеликі родовища хризотил-азбесту (Фуша-е-Аресит та ін.), фосфатних вапняків (Фуше-Барда, Нівіка та ін.), магнезиту (Гомсіке, Лучане, Катьєлі, Воскопоє та ін.), кам. солі – Думра і Дельвіна. На території Албанії виявлені, розвідані і використовуються родовища пісків, глин, цементної сировини, а також термальні і мінеральні джерела.

## Родовища
Деякі родовища:
- Дельвіна (нафтогазоконденсатне родовище)
- Дів’яке (газоконденсатне родовище)